# Revelation Nausea
Revelation Nausea är det svenska death metal-bandet Vomitorys tredje studioalbum, utgivet 2000.

## Låtförteckning
1. Revelation Nausea
2. The Corpsegrinder Experience
3. Beneath the Soil
4. Under Clouds of Blood
5. The Art of War
6. When Silence Conquers
7. Chapter of Pain
8. The Holocaust
9. Exhaling Life
10. 9mm Salvation